# Das Zweite Gesicht
Das Zweite Gesicht è il secondo album in studio del gruppo musicale tedesco Saltatio Mortis, pubblicato nel 2002.
Tra le tracce presenti nell'album, le uniche due canzoni in versione strumentale sono i rifacimenti delle canzoni "Skudrinka" e "Stella Splendens" del primo album, rifatte stavolta in versione remix. Da questo album in poi, le canzoni saranno quasi sempre tutte cantate.

## Tracce
1. Intro – 1:05
2. Junges Blut – 3:57
3. Heuchler – 3:47
4. Dunkler Engel – 4:04
5. Der Ruf – 5:00
6. Skudrinka (Remix) – 4:03
7. Zeit – 3:51
8. Mea Culpa – 4:07
9. Sehnsucht – 4:41
10. Stella Splendens (Remix) – 2:57
11. Licht Und Schatten – 4:32
12. Equinox – 4:09

## Formazione
- Alea der Bescheidene - voce, cornamusa, ciaramella, arpa, Didgeridoo, bouzouki irlandese, chitarra
- Lasterbalk der Lästerliche - batteria, tamburi turchi, tamburi, timpani, percussioni
- Falk Irmenfried von Hasen-Mümmelstein - voce, cornamusa, ciaramella, ghironda
- Dominor der Filigrane - chitarra elettrica, cornamusa, chitarra acustica, ciaramella
- Die Fackel - basso elettrico, cornamusa, ciaramella, arpa, tastiera, Mandola
- Ungemach der Missgestimmte - cornamusa, ciaramella, chitarra, percussioni, programmazione
- Thoron Trommelfeuer - Soneria